# Порт-Кланг
Порт-Кланг (Port Klang, Pelabuhan Klang) — юго-западный пригород Кланга, крупнейший морской порт Малайзии и один из 20-и крупнейших портов мира, расположенный на западном побережье Малаккского пролива («морские ворота» Куала-Лумпура). В колониальный период город был известен как Порт-Суиттенхэм, в 1972 году его переименовали в Порт-Кланг. В состав Порт-Кланга входят близлежащие острова, расположенные в устье реки Кланг, в том числе Пулау-Кланг (со многими из них имеется регулярное паромное сообщение, остров Пулау-Индах соединён с городом двумя мостами).
Город находится под управлением правительственного агентства Port Klang Authority, а непосредственно портовыми сооружениями владеют различные коммерческие структуры. На острове Пулау-Кетам сохранились китайские деревни (туристов привлекают дома на сваях и традиционные китайские храмы).

## История
В британский период Кланг (или Келанг) являлся конечной станцией правительственной железной дороги, построенной в 1890 году, и небольшим речным портом (ранее, в 1880 году, столица штата Селангор была перенесена из Кланга в Куала-Лумпур). Порт-Суиттенхэм был официально открыт в сентябре 1901 года как причалы для экспорта резины и олова (назван в честь колониального деятеля Фрэнка Суиттенхэма, который способствовал железнодорожному и портовому строительству в этом районе). В то время порт находился под управлением Малайской железнодорожной администрации и служил перевалочным пунктом товаров и сырья из долины реки Кланг. Постепенно Порт-Суиттенхэм превратился в важную якорную стоянку на оживлённом торговом пути из Западной Европы на Дальний Восток. 
В первые годы своего существования Порт-Суиттенхэм, располагавшийся в окружении мангровых лесов и болот, был печально известен вспышками малярии. Вскоре порт стал первым районом британских колоний, где власти начали программу по борьбе с москитами посредством осушения болот и расчистки джунглей. Когда источник малярии был побеждён в городе начался рост населения, были построены новые причалы, основан клуб поло. Между двумя мировыми войнами порт был значительно расширен, в 1940 году его грузооборот превысил 550 тысяч тонн. Во время Второй мировой войны порт был разрушен бомбардировками, но вскоре восстановлен. После войны в городе базировались британские и американские войска, через порт велась оживлённая торговля (экспорт пальмового масла и каучука, импорт промышленных изделий). 
В 1963 году было основано правительственное агентство Port Klang Authority, которое приняло на себя управление городом, ранее находившимся в подчинении Малайской железнодорожной администрации. В конце 1960 — начале 1970-х годов в городе велись значительные работы по строительству новых глубоководных причалов, в 1969 году был открыт яхт-клуб. В 1972 году Порт-Суиттенхэм переименовали в Порт-Кланг. В 1973 году, с прибытием первого контейнеровоза из Японии, Порт-Кланг превратился в важный контейнерный терминал, в 1982 году был открыт терминал жидких грузов, в 1983 году был закончен терминал для насыпных грузов. С 1986 года, согласно программе властей страны, Port Klang Authority начало приватизацию некоторых портовых операторов, в том числе Klang Container Terminal, Klang Port Management и Kelang Multi Terminal.
С 1988 года на острове Пулау-Индах (ранее был известен как Палау-Лумут) началось строительство портовых сооружений, которые сегодня известны как Западный порт Малайзии (Westports Malaysia). В 1993 году правительство Малайзии учредило Свободную экономическую зону Порт-Кланга (Port Klang Free Zone), расположенную южнее Западного порта. Сегодня зона является крупным торгово-логистическим и промышленным центром города, здесь расположены различные фабрики, склады, офисные и выставочные помещения, а остров Пулау-Индах соединён с материком двумя автомобильными мостами. В 2000 году на основе портовых причалов, расположенных в устье реки Кланг, был основан Северный порт (Northport).

## Население

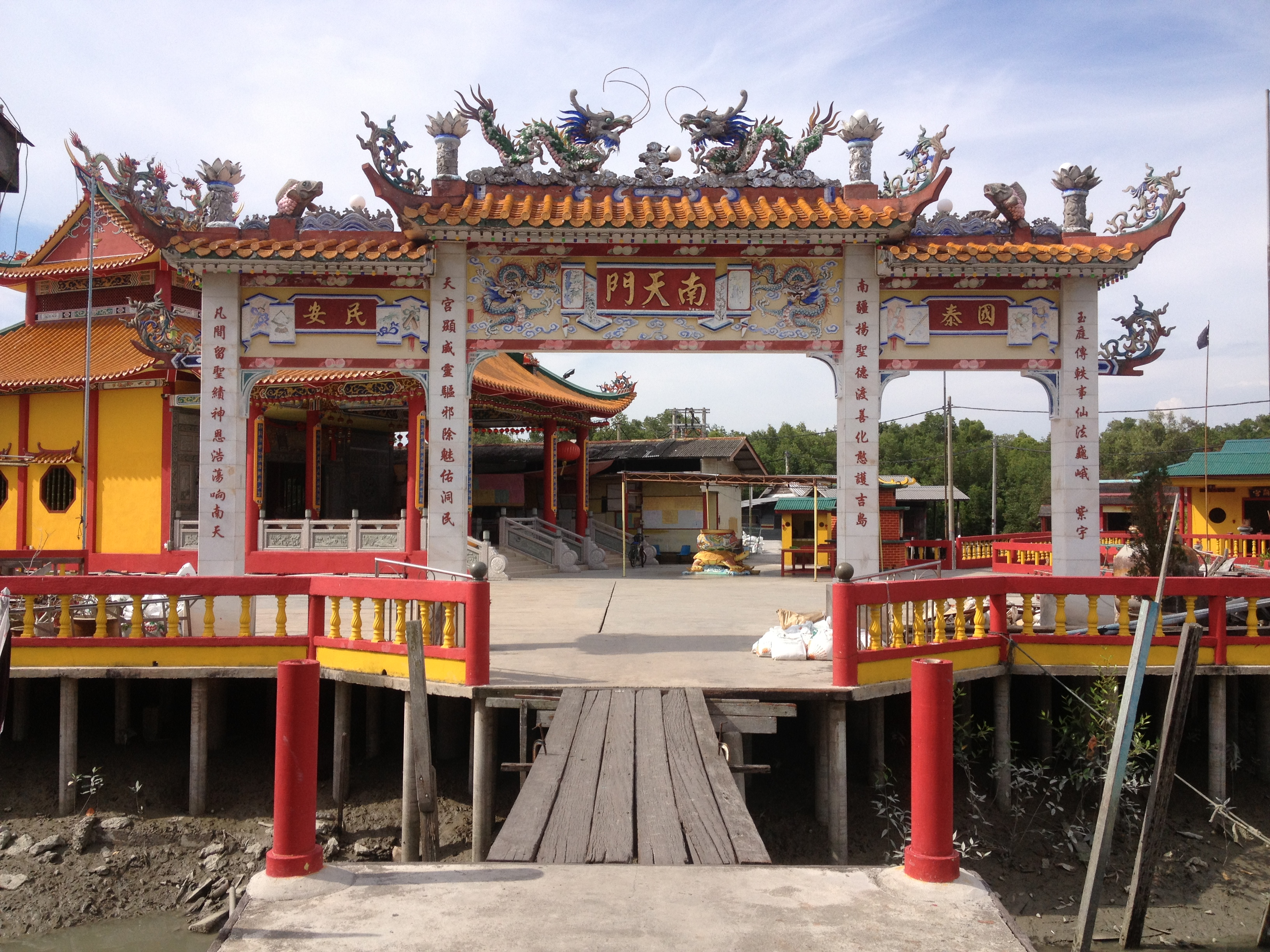
Китайский храм на острове Кетам

В Порт-Кланге проживают малайцы, китайцы и тамилы. Среди местных китайцев распространены диалект хокло и чаошаньское наречие. В городе имеются мечети, буддийские, конфуцианские и индуистские храмы, христианские церкви.

## Экономика
Основой экономики города является торговый порт. Также в Порт-Кланге расположены промышленные предприятия (преимущественно пищевые, табачные, текстильные и резинотехнические), развиты розничная торговля, логистика и общественный транспорт. В городе имеются три железнодорожные станции компании Keretapi Tanah Melayu (Malayan Railways Limited), гольф-клуб, яхт-клуб, торговые центры японской компании Æon (ÆON Bukit Tinggi Shopping Centre) и малайзийской компании Giant Hypermarket, множество ресторанов. Среди значительных промышленных предприятий — фабрики Samsung Electronics, Hitachi, Alstom, Aker Solutions, Saint-Gobain и Barry Callebaut. На окружающих островах ведётся ловля рыбы, крабов и креветок.
Железнодорожная линия Port Klang Line, открытая в 1995 году, связывает Порт-Кланг с Куала-Лумпуром. Регулярные паромные линии связывают Порт-Кланг с островом Пулау-Кетам, а также индонезийскими портами Танджунгбалай и Думай. Имеется частное автобусное сообщение между Порт-Клангом и Куала-Лумпуром.

## Порт

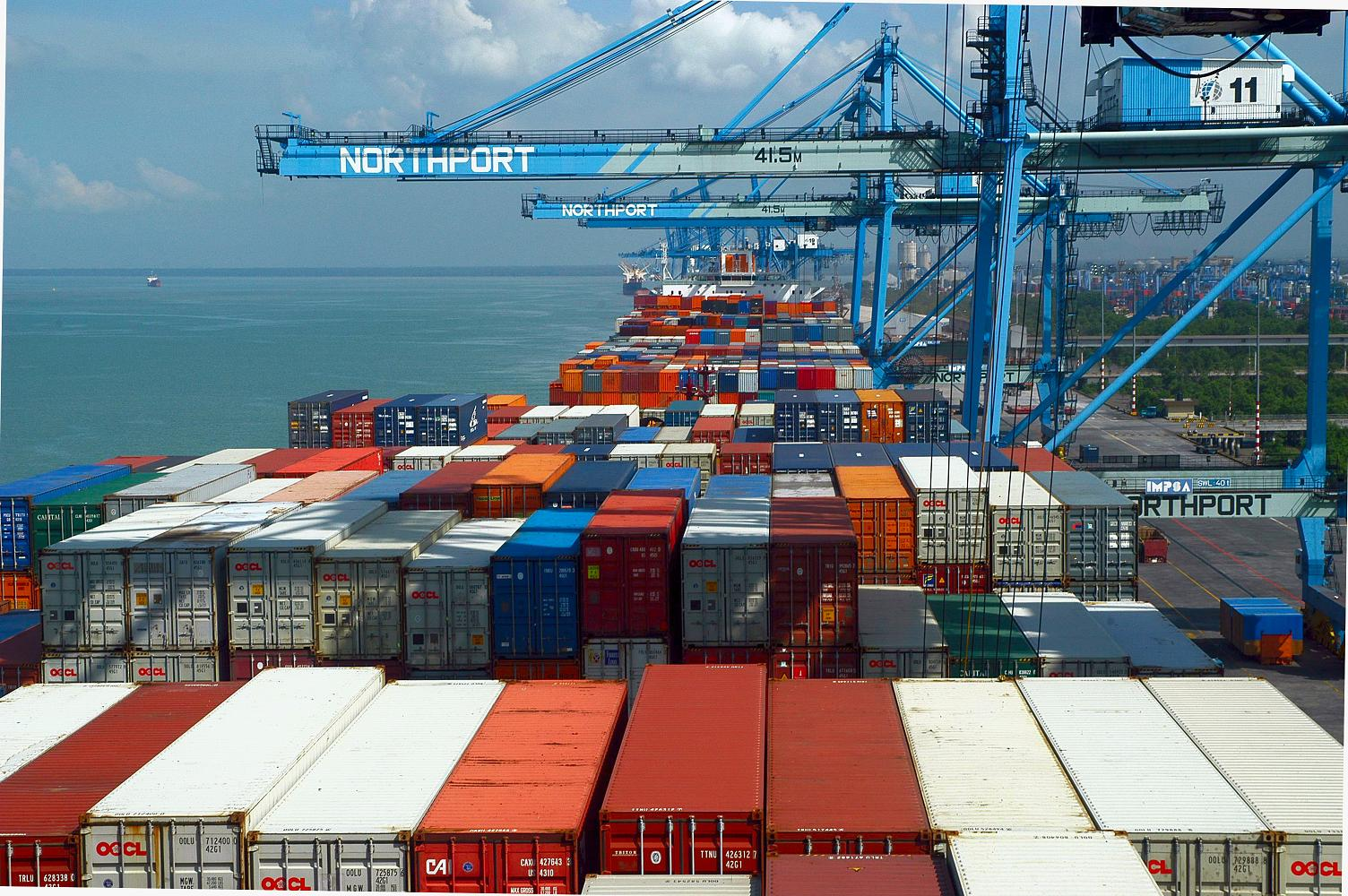
Северный порт

В настоящее время порт состоит из трёх основных частей: причалов Саут-Пойнт (самая старая часть, основанная британцами в начале XX века в устье реки), Северного порта и Западного порта. Власти Малайзии планируют значительно расширить причальные и складские мощности Порт-Кланга за счёт осушения дополнительных территорий.
В 2005 году грузооборот Порт-Кланга достиг 110 млн метрических тонн. По состоянию на 2013 год грузооборот порта составлял 198,9 млн метрических тонн, а грузооборот контейнерных терминалов — 10,3 млн TEU. Порт обрабатывает контейнеры, жидкие и сыпучие грузы, а также опасные грузы, имеет пассажирский терминал, коммерческую зону с логистическими и дистрибьюторскими парками. Северный порт обслуживает около 60 % торгового оборота Малайзии.
- В Саут-Пойнт расположен пассажирский терминал и причалы для скоростных судов, также он обслуживает различные грузы без таможенного оформления (пальмовое масло, каучук, сухие насыпные грузы, автомобили, промышленное оборудование, контейнеры), каботажные перевозки, небольшие межостровные паромы, баржи, буксиры и рыболовные суда. Порт Саут-Пойнта специализируется на связях с портами Индонезии, Саравака и Сабаха, а также Таиланда, Вьетнама и Мьянмы.

- Западный порт обслуживает грузы всех типов (контейнеры, сухие и жидкие грузы, автомобили), имеет пять контейнерных терминалов, площадки для погрузки каучука и рефрижераторы.